# Kohila (localidad)
Kohila es la capital del municipio de Kohila en el condado de Rapla, Estonia, con una población censada a final del año 2011 de 3346 habitantes. 
Se encuentra ubicada al norte del condado, cerca de la frontera con el condado de Harju.